# Abul Wáfa (månekrater)
Abul Wáfa er et nedslagskrater på Månen, beliggende nær ækvator på Månens bagside. Det er opkaldt efter den persiske matematiker og astronom Abul Wafa (940-998). Navnet blev officielt tildelt af den Internationale Astronomiske Union (IAU) i 1970. 

## Omgivelser
Øst for det ligger kraterparret Ctesibius-Heron, mod nordøst ligger det større Kingkrater og mod sydvest findes Vesaliuskrateret. 

## Karakteristika
Omkredsen af Abul Wáfa har en afrundet, diamantlignende form. Kraterranden og de indre vægge er afrundede efter erosion fra senere nedslag og har mistet noget af deres skarphed. Der findes "hylder" langs det meste af den indre kratervæg, som engang kan have været terrasser eller bunker af nedstyrtede sten.
Et lille, men bemærkelsesværdigt krater ligger på den indre side af den Abul Wáfas nordlige rand, og der er en lille kraterformation knyttet til den ydre sydvestlige væg. Den ydre kratervæg er i øvrigt næsten fri for nedslag, og kraterbunden udviser kun få og små nedslag.

## Satellitkratere
De kratere, som kaldes satellitter, er små kratere beliggende i eller nær hovedkrateret. Deres dannelse er sædvanligvis sket uafhængigt af dette, men de får samme navn som hovedkrateret med tilføjelse af et stort bogstav. På kort over Månen er det en konvention at identificere dem ved at placere dette bogstav på den side af satellitkraterets midte, som ligger nærmest hovedkrateret. Abul Wáfakrateret har følgende satellitkratere:
| Abul Wáfa | Bredde | Længde   | Diameter |
| --------- | ------ | -------- | -------- |
| A         | 1,4° N | 116,8° Ø | 16 km    |
| Q         | 0,2° N | 115,7° Ø | 30 km    |

## Måneatlas
Abul Wáfa i Lpi-måneatlasset